# Mãe-de-taoca-de-cara-branca
O mãe-de-taoca-de-cara-branca (Rhegmatorhina gymnops), também conhecido como formigueiro de Santarém na tradução em outros idiomas, é uma espécie de ave passeriforme insetívora da família Thamnophilidae. É endêmica no Brasil. Seu habitat natural é de florestas subtropicais ou tropicais úmidas de baixa altitude.
O mãe-de-taoca-de-cara-branca foi formalmente descrito pelo ornitólogo americano Robert Ridgway em 1888 e recebeu o nome Rhegmatorhina gymnops.